# متأسف (ترانه جاستین بیبر)
«متأسف» (به انگلیسی: Sorry) تک‌آهنگی از خواننده کانادایی جاستین بیبر برای چهارمین آلبوم استودیویی او «هدف» است که در ۲۳ اکتبر ۲۰۱۵ منتشر شد.
این تک‌آهنگ در چارت‌های کانادا، اسکاتلند، ایرلند، دانمارک، سوئد، نیوزلند، بریتانیا، در رتبه اول و در چارت‌های ایتالیا، والونیا، فرانسه، نروژ، آلمان، فنلاند، استرالیا، سوئیس، اتریش، فلاندرز جزو ده ترانه اول قرار گرفت.